# 約舒亞·本傑明·惹耶勒南
約舒亞·本傑明·惹耶勒南（Joshua Benjamin Jeyaretnam，更常被稱為，1926年1月5日—2008年9月30日），於錫蘭（今斯里蘭卡）賈夫納省出生，泰米爾裔，新加坡著名已故反對黨政治人物，有「新加坡政治老人」之稱，為新加坡獨立以來，第一位競選獲勝而進入新加坡國會的反對黨議員，曾任「新加坡工人黨」秘書長，去世前為革新党秘書長。

## 生平
惹耶勒南出生於一個定居在馬來亞（今馬來西亞）的賈夫納泰米爾人家庭，其父親在柔佛的公共工程部門服務；1926年，當舉家回錫蘭過節時，惹耶勒南出生。
惹耶勒南年青時負笈英國，後進入倫敦大學學院攻讀法律系，並遇到其未來的妻子玛格丽特·辛西娅·沃克（Margaret Cynthia Walker），並於1957年結婚，後搬回新加坡定居，開始當執業律師。
1971年，惹耶勒南投身政治，擔任工人黨秘書長，並多次競選國會議員皆未能當選。
1981年，惹耶勒南於安順選區補選中，擊敗了執政黨新加坡人民行動黨的候選人，當選成為新加坡獨立以來，第一位反對黨的國會議員。1986年，他被控偽造工人黨帳目，後獲判有罪須受罰，因而依法被國會廢止議員資格，並因此遭禁止律師執業。
1988年，經英國樞密院裁定，認判禁止惹耶勒南的律師執業有違公平，惹耶勒南因此獲恢復律師資格。
1997年 惹耶勒南連同鄧亮洪、陳民生等人，組成五人競選團隊，竞选靜山集選區國會議員，獲得45%的選票落败。1998年，因選舉引起的誹謗案，惹耶勒南與鄧亮洪被裁定須賠償名譽。2000年5月，惹耶勒南因故延遲償還賠償款，2001年被新加坡高等法庭宣判破產，依法喪失議員資格，也從此退出工人黨。
2008年4月，擺脫破產後約一年，惹耶勒南申請成立革新党，積極招收黨員與籌組黨務，準備投入下屆國會選舉。
2008年9月29日下午，惹耶勒南為其客戶到法庭打官司時，突然感身體不適而返家休息，至30日凌晨因呼吸困難被送進陳篤生醫院，最後因心臟衰竭經急救無效而身亡，享年82歲。

## 家庭
惹耶勒南與其妻子育有兩子，大兒子肯尼思·惹耶勒南（Kenneth Jeyaretnam）為財經專家，小兒子菲立·惹耶勒南（Philip Jeyaretnam）為新加坡著名律師、作家、且曾任律師公會會長。其妻在1980年因癌症去世。